# 濱田庄司

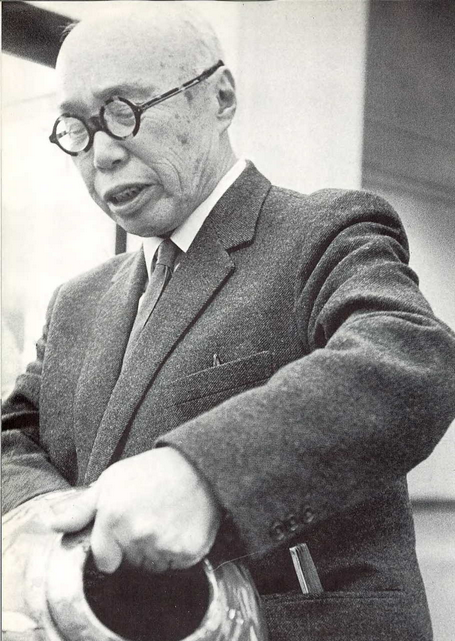
濱田庄司

濱田庄司（1894年12月9日—1978年1月5日）是日本陶藝家。人間國寶。出生於神奈川縣。文化勳章・紫綬褒章獲得者。

## 外部連結
- . kotobank （日语）.